# Phyllotis xanthopygus
El pericote panza gris, lauchón orejudo amarillento o pericote austral (Phyllotis xanthopygus) es una especie de roedor del género Phyllotis de la familia Cricetidae. Habita en la parte austral del Cono Sur de Sudamérica.

## Taxonomía
Descripción original
Fue descrito originalmente en 1837 por el naturalista inglés Waterhouse.
Localidad tipo
La localidad tipo referida es: “costa de la provincia de Santa Cruz, Argentina”.
Etimología
Etimológicamente, el término genérico Phyllotis se construye con palabras en el idioma griego, en donde: phyllon, phyllou significa ‘hoja’ y ous, otos es ‘oreja’.
El epíteto específico xanthopygus refiere al color amarillento de la parte trasera del dorso.

## Distribución geográfica y hábitat
Esta especie se distribuye en estepas patagónicas en el sur de Sudamérica hasta la latitud 51°S, en la Patagonia argentina, desde el oeste de la provincia de Río Negro (Pilcaniyeu), centro-oeste y sur de la provincia del Chubut hasta el área costera del océano Atlántico y el sudoeste de la provincia de Santa Cruz (parte oriental del lago Viedma); probablemente también en áreas colindantes del sur de Chile. Hasta el año 2021 en su distribución se incluían poblaciones que habitan en una amplia superficie septentrional hasta alcanzar el sur del Perú, sin embargo las mismas fueron escindidas del taxón P. xanthopygus para ubicarlas bajo otros nombres, por ejemplo: P. pehuenche y P. vaccarum.

## Conservación
Según la organización internacional dedicada a la conservación de los recursos naturales Unión Internacional para la Conservación de la Naturaleza (IUCN), al no poseer mayores peligros y vivir en muchas áreas protegidas, la clasificó como una especie bajo “preocupación menor” en su obra: Lista Roja de Especies Amenazadas.